# Świnie Oko
Świnie Oko (niem. Eichelswalde) – osada w Polsce, w województwie warmińsko-mazurskim, w powiecie mrągowskim, w gminie Piecki. Wchodzi w skład sołectwa Lipowo. W skład wchodzą zaledwie 4 budynki mieszkalne. Nazwa "Świnie Oko" nie istnieje od dawna. Jeszcze kilkanaście lat temu Świnie Oko zaliczana była do pobliskiego Lipowa.
Do 2023 miejscowość była częścią wsi Lipowo.
W latach 1975–1998 Świnie Oko administracyjnie należało do województwa olsztyńskiego.